# Stara Otocznia
Stara Otocznia – wieś sołecka w Polsce położona w województwie mazowieckim, w powiecie mławskim, w gminie Wiśniewo.
Wierni Kościoła rzymskokatolickiego należą do parafii Matki Boskiej Różańcowej w Wyszynach Kościelnych.
W latach 1975–1998 miejscowość administracyjnie należała do województwa ciechanowskiego. We wsi mieści się Dom Weselny. Wieś posiada także klub sportowy.